# Giełda długów
Giełda długów (inaczej nazwana giełdą wierzytelności) – to utworzony zgodnie z prawem rejestr informacji gospodarczych, który umożliwia zbycie wierzytelności w drodze przelewu wierzytelności na podstawie art. 509 i nast. Kodeksu cywilnego.

## Podstawy prawne działania giełdy długów
Podstawami prawnymi działania giełdy długów to następujące przepisy:
- art. 509 § 1 i następne Kodeksu cywilnego (Tytuł IX Zmiana wierzyciela lub dłużnika, Dział I Zmiana wierzyciela)
- art. 4 ustawy o udostępnianiu informacji gospodarczych i wymianie danych gospodarczych,
- art. 23 ust. 1 pkt 5 ustawy o ochronie danych osobowych[2].

## Sposób działania
Giełda długów umożliwia wystawienie swojej wierzytelności jako oferty, która zawiera dane opisujące daną wierzytelność. Dane zawarte w takiej ofercie dotyczą osoby dłużnika (imię, nazwisko, firma przedsiębiorcy, miejscowość zamieszkania lub siedziby przedsiębiorstwa), a także tytułu z jakiego dochodzone jest roszczenie (faktura, umowa) oraz jego wysokości. Dłużnikiem może być osoba prywatna lub firma. Obecnie giełdy prowadzone są w formie serwisów internetowych, które są dostępne dla wszystkich użytkowników Internetu. Część serwisów prowadzi jednak giełdy branżowe, które są tylko dostępne dla zarejestrowanych użytkowników, np. giełdy długów przedsiębiorstw transportowych.
W przypadku otwartych giełd – niewymagających rejestracji każdy może złożyć ofertę kupna i sprzedaży wierzytelności. Jest to korzystne rozwiązanie dla wierzyciela, ponieważ gdy wierzyciel sprzeda swoją wierzytelność to uzyska konkretną kwotę pieniędzy i nie będzie narażony na ponoszenie kosztów sądowego postępowania egzekucyjnego. Kupno wierzytelności przebiega zazwyczaj po niższej kwocie, niż kwota długu, tak aby umożliwić zarobek osobie/firmie podejmującej się windykacji.